# 广西华平鳅
广西华平鳅（学名：Sinohomaloptera kwangsiensis）为平鳍鳅科华平鳅属的鱼类，是中国的特有物种。分布于珠江水系的东、北和西江、海南岛和云南的元江等。该物种的模式产地在广西凌云。

## 扩展阅读
維基物種上的相關：广西华平鳅